# Peter Maxwell, 27. Baron de Ros

Wappen des Peter Maxwell, 27. Baron de Ros

Peter Trevor Maxwell, 27. Baron de Ros, (* 23. Dezember 1958) ist ein britischer Peer und Politiker.

## Leben
Er ist der Sohn von Commander John David Maxwell, DL (* 1929) und Georgiana Maxwell, 26. Baroness de Ros (1933–1983). Er wurde an der Headfort School in Kells, Irland, und an der Down High School in Downpatrick, Nordirland, ausgebildet.
Beim Tod seiner Mutter im Jahr 1983 erbte er deren Adelstitel, einschließlich des damit verbundenen Sitzes im House of Lords. Durch die Reformen des House of Lords Act 1999 verlor er seinen erblichen Parlamentssitz.
Am 5. September 1987 heiratete er Angela Sián Ross. Mit ihr hat er drei Kinder:
- Finbar James Maxwell (* 1988)
- Katharine Georgiana Maxwell (* 1990)
- Jessye Maeve Maxwell (* 1992)